# 学校法人明知学園
学校法人明知学園（がっこうほうじんミョンジがくえん）は韓国にある学校法人である。
2019年現在、債権者から破産申請の申し立てが行われている。

## 歴史
- 1948年4月 - 明知中学校（6年制）設立
- 1951年4月 - 明知中学校を明知中学校と明知高等学校に分離
- 1955年4月 - 関東大学開校
- 1963年10月 - ソウル文理師範大学から明知初級大学に変更
- 1963年12月 - 明知初級大学から明知大学に変更
- 1967年1月 - 明知大学校附属明知国民学校開校
- 1969年1月 - 明知女子中学校設立
- 1972年6月 - 明知女子高等学校設立
- 1974年1月 - 明知大学校附属明知実業学校設立
- 1976年3月 - 明知実業専門学校に改称
- 1979年3月 - 明知実業専門大学に改称
- 1983年9月 - 明知大学を明知大学校に昇格
- 1988年 - 関東大学を関東大学校に昇格
- 1995年3月 - 明知実業専門大学を明知専門大学に改称
- 1997年3月 - 明知女子中学校を明知中学校、明知女子高等学校を明知高等学校にそれぞれ統合

## 傘下機関
- 明知大学校
- 明知専門大学
- 明知高等学校
- 明知中学校
- 明知初等学校
- 明知専門大学附属幼稚園
- 関東大学校医科大学明知病院

## 関連機関
- 明知建設
- 高麗旅行社

## 外部サイト
- 学校法人明知学園（韓国語）